# フリードリヒ5世 (プファルツ選帝侯)
フリードリヒ5世（独：Friedrich V., 1596年8月16日 - 1632年11月29日）は 、プファルツ選帝侯（在位：1610年 - 1623年）、ボヘミア王（フリードリヒ1世、チェコ語：Fridrich Falcký, 在位：1619年 - 1620年）。
1618年のプラハ窓外投擲事件に始まる三十年戦争では、ボヘミアの等族議員によってボヘミア王に選ばれたが、1620年の白山の戦いでハプスブルク家が勝利を収めると王位を失った。そのことから冬王と呼ばれる。

## 生涯
1596年、現在のドイツのオーバープファルツ、アンベルク近くのダイスシュヴァイクにあったヤークトシュロス（Jagdschloss）で生まれた。父はプファルツ選帝侯（ライン宮中伯）フリードリヒ4世、母はオランダ総督・オラニエ公ウィレム1世とシャルロット・ド・ブルボン＝ヴァンドームの娘ルイーゼ・ユリアナである。1610年、父の死去によりプファルツ選帝侯を継承した。
1613年にイングランドの王女エリザベス・ステュアート（ジェームズ1世の娘）と結婚した。この政略結婚は「ライン川とテムズ川の合流」と祝福された。イギリスではフラシス・ベーコンがお祭りを主宰し、叔父にあたるオランダのオレンジ公マウリッツもイギリスからの帰路オランダにて祝福している。但し後の三十年戦争の際はジェームズ1世からの援助は十分に受けられなかった。
1619年にボヘミアのプロテスタントの貴族たちは、カトリックの神聖ローマ皇帝、ハプスブルク家のフェルディナント2世を王位から排除すべく、フリードリヒ5世にボヘミア王即位を申し出た。フリードリヒ5世がプロテスタント同盟の有力なメンバーだったためである。またこの同盟は、フリードリヒ5世の父フリードリヒ4世が帝国におけるプロテスタントの擁護のために結成したものであった。
フリードリヒ5世は即位を受諾したが、同盟者たるべきプロテスタント同盟はフリードリヒ5世への軍事的支援に失敗、反対にフェルディナント2世はフリードリヒの族兄であるバイエルン公のマクシミリアン1世を中心としたカトリック連盟を始めとする諸侯の支持を取り付け、スペイン軍がフリードリヒ5世の本拠であるプファルツに侵攻し占拠、ボヘミアの皇帝派貴族に反乱を起こさせ、準備を整えてからボヘミアへ出兵した。翌1620年11月8日の白山の戦いでボヘミア貴族連合軍はカトリック軍に敗北し、フリードリヒ5世のボヘミア王としての治世は終わった。

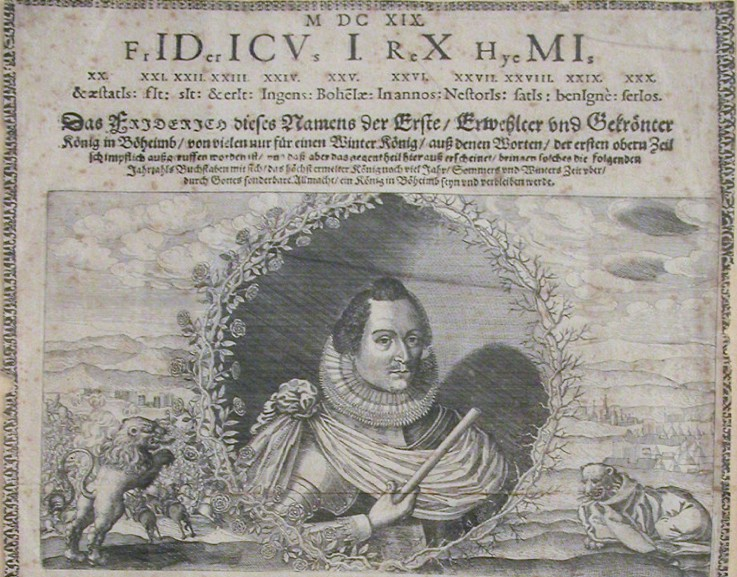
フリードリヒを"冬王"に叙した1619年の神聖ローマ帝国のパンフレット年代表示銘。このパンフレットで最初に"冬王"という言葉が登場した。

皇帝側は、フリードリヒ5世は冬だけの王で終わると揶揄して、1619年の彼の即位直後から帝国のパンフレットに"冬王"を用いた。対するプロテスタント側は、フリードリヒは混乱からボヘミアを救った"冬のライオン"であると主張して対抗したが、プロテスタント側が敗北したため、"冬王"が定着した。
戦後、スペインは1621年にプファルツから撤退してオランダへ向かったが、フリードリヒはこの隙にプファルツ奪還を図り、傭兵隊長エルンスト・フォン・マンスフェルトとクリスティアン・フォン・ブラウンシュヴァイク＝ヴォルフェンビュッテル、バーデン＝ドゥルラハ辺境伯ゲオルク・フリードリヒらが挙兵したが、いずれもカトリック連盟司令官のティリー伯に打ち破られ、ティリーは1622年にプファルツを占拠、フリードリヒはオランダへ逃れた(叔父にあたるオレンジ公マウリッツを頼った）。
1623年、フリードリヒ5世の封地と選帝侯位を剥奪する勅令が公式に出され、それらは同族のマクシミリアン1世に与えられた。1630年に三十年戦争に介入したスウェーデン王グスタフ2世アドルフは、フリードリヒに戦線に復帰するよう要求したが、選帝侯であるフリードリヒは他国の王の指図を好まず、復帰を拒否した。
フリードリヒは余生のほとんどを妻や家族と共に亡命先のハーグで暮らし、1632年にマインツでペストが要因で死去した。36歳だった。
一説ではフリードリヒはグスタフ2世アドルフの死の報告を聞いてから間もなく昏倒したという。1648年にヴェストファーレン条約が締結されると次男のカール1世ルートヴィヒは新設の選帝侯としてドイツに戻り、マクシミリアン1世も選帝侯として認められた。

## 家族
1613年2月14日、イングランドとスコットランドの王ジェームズ1世とアン王妃の娘エリザベスと、王室礼拝堂およびホワイトホール宮殿で結婚した。多くの子供をもうけたが、その半分以上が亡命時代に生まれた。
長男は早世し、次男以下の息子たちの子孫はカトリック教徒と結婚するか、自らカトリックへと改宗している。あるいは、庶子であったため元より継承権が無かった。娘たちもまた、比較的長命の者は嫁がず修道院に行き、嫁いだ者も子孫を残さず断絶した。結果、カトリックで無い子孫は末娘ゾフィーの子孫のみとなり、このことがゾフィーが現イギリス王位継承権者全員の共通先祖となる根拠となっている。
1. ハインリヒ・フリードリヒ（1614年 - 1629年） - 水死。
2. カール1世ルートヴィヒ（1617年 - 1680年） - プファルツ選帝侯。
3. エリーザベト（1618年 - 1680年） - ヘルフォルト女子修道院長、デカルトとの書簡のやりとりで知られる。
4. ループレヒト（ルパート、1619年 - 1682年） - カンバーランド公、イングランド内戦で活躍。
5. モーリッツ（モーリス、1620年 - 1652年） - イングランド内戦に参戦。
6. ルイーゼ・マリア（ルイーゼ・ホランディーネ、1622年 - 1709年） - モビュイソン女子修道院長。
7. ルートヴィヒ（1624年 - 1625年）
8. エドゥアルト（1625年 - 1663年）
9. ヘンリエッテ・マリー（1626年 - 1651年） - ラーコーツィ・ジグモンド伯爵と結婚。
10. フィリップ（1627年 - 1650年）
11. シャルロッテ（1628年 - 1631年）
12. ゾフィー（1630年 - 1714年） - ハノーファー選帝侯エルンスト・アウグストと結婚。ハノーファー選帝侯およびハノーヴァー朝初代のイギリス国王ジョージ1世の母。
13. グスタフ・アドルフ（1632年 - 1641年）